# Tasmanian Symphony Orchestra
La Tasmanian Symphony Orchestra (TSO) è un'orchestra sinfonica con sede a Hobart, Tasmania, Australia. È la più piccola delle sei orchestre istituite dalla Australian Broadcasting Corporation (ABC).

## Storia
La Tasmanian Symphony Orchestra fu fondata nel 1948 e tenne il suo primo concerto il 25 maggio nel municipio di Hobart, sotto la direzione di Joseph Post. La solista era la pianista di origine tasmaniana Eileen Joyce, che eseguì il Concerto per pianoforte in La minore di Edvard Grieg.
Dal 1973 al 1998 la sua sede fu l'ABC Odeon, un ex cinema rinnovato costruito nel 1916 come una riproduzione dello Strand Theater di New York. In seguito si è trasferì nella Federation Concert Hall. Nel 1998 si tenne un concerto per il 50º anniversario nella sede originale, il Municipio, sotto il suo allora direttore principale David Porcelijn.
La TSO fu la prima orchestra australiana ad avere il suo programma radiofonico "Journey into Melody" (Viaggio nella melodia), che fu trasmesso settimanalmente dal 1956 al 1969.
Alla fine degli anni '60 c'erano molti più abbonati a persona nella popolazione statale (1 su 144) rispetto a qualsiasi altra orchestra ABC della capitale. Nel 1995 quando i tagli ai finanziamenti minacciarono di ridurre l'orchestra da 47 musicisti, gli Amici della TSO lanciarono una petizione che raccolse 35.000 firme, la più grande petizione della storia della Tasmania.
Nel 1998 fu pubblicato A Taste of the Tasmanian Symphony Orchestra (Un assaggio della Tasmanian Symphony Orchestra). Si trattava di un libro di cucina che comprendeva ricette fornite da membri dell'orchestra, direttori ospiti e artisti ospiti. Vendette molto più del previsto, comprese le abbondanti vendite sul continente australiano.
Riceve finanziamenti governativi da entrambi i governi della Tasmania e dell'Australia. L'Orchestra si esibisce in numerosi concerti sia in sale della Tasmania che in interstatali, tra cui Federation Concert Hall, Tolosa Park a Glenorchy, Princess Theatre e Albert Hall entrambi a Launceston, Burnie Town Hall, Devonport Entertainment Centre, Wrest Point Entertainment Center a Sandy Bay e la City Recital Hall di Sydney. Tra i principali sponsor dell'Orchestra ci sono Hydro Tasmania, Bass and Equitable Building Society e il Consiglio comunale di Hobart.
Tra le registrazioni dell'orchestra ci sono le opere complete di Ignaz Moscheles per pianoforte e orchestra, per le quali il solista e direttore era Howard Shelley.
La TSO ha fatto tournée in Israele, Grecia, Corea del Sud e Indonesia, Argentina, Stati Uniti, Canada, Cina e Giappone, oltre che in tutta l'Australia. Ha vinto il Sidney Myer Performing Arts Award del 1996 e un documentario sul Ma Mère l'Oye di Maurice Ravel, che presentava la TSO, ha vinto il miglior profilo biografico agli International Television Programming Awards del Festival di New York.
Con Trisha Crowe, Michael Falzon (We Will Rock You), Amanda Harrison (Wicked), Lucy Maunder (Dr Zhivago), Andy Conaghan (Oklahoma!), Jacqui Dark e Toni Lamond la TSO ha registrato I Dreamed A Dream: The Hit Songs Of Broadway l'ABC Classics, che è stato pubblicato il 21 giugno 2013. Falzon e Crowe si sono uniti alla TSO e il direttore Guy Noble per TSO goes to Broadway il 20 (Hobart) e il 22 (Launceston) nel giugno 2013 in coincidenza con il lancio dell'album.

## Direttori principali
- Kenneth Murison Bourn ( –1962)
- Thomas Matthews (1962–1968)
- Thomas Mayer
- Vanco Cavdarski (1974– )
- Barry Tuckwell (1980–1983)[4]
- Geoffrey Lancaster
- Nicholas Braithwaite
- Dobbs Franks (1989–1991)
- David Porcelijn
- Ola Rudner (2001–2003)
- Sebastian Lang-Lessing (2004–2011)
- Marko Letonja (2012– )

## Primi violini
- Lionel Hickey (1948–1962)
- Leon La Gruta
- Wilfred Jones
- William Hennessy
- Barbara Jane Gilby
- Jun Yi Ma
- Emma McGrath

## Premi e nomination

### APRA-AMC Classical Music Awards
Gli APRA-AMC Classical Music Awards vengono assegnati annualmente dall'Australasian Performing Right Association (APRA) e dall'Australian Music Center (AMC).
| Anno | Opera | Premio                                                         | Esito           |
| ---- | --- | -------------------------------------------------------------- | --------------- |
| 2005 | Concerto for Guitar and Strings (Ross Edwards) – Karin Schaupp, Tasmanian Symphony Orchestra, Richard Mills (direttore) | Lavoro orchestrale dell'anno                                   | Vincitore/trice |
| 2005 | Australian Music Program 2004 – Tasmanian Symphony Orchestra                                                            | Outstanding Contribution by an Organisation                    | Vincitore/trice |
| 2006 | Blue Rags (Ian Munro) – Tasmanian Symphony Orchestra                                                                    | Lavoro orchestrale dell'anno                                   | Candidato/a     |
| 2006 | Cello Dreaming Orchestral Version (Peter Sculthorpe) – Tasmanian Symphony Orchestra                                     | Lavoro orchestrale dell'anno                                   | Vincitore/trice |
| 2006 | Quamby (Peter Sculthorpe) – Tasmanian Symphony Orchestra                                                                | Lavoro orchestrale dell'anno                                   | Candidato/a     |
| 2007 | Tivoli Dances (Graeme Koehne) – Tasmanian Symphony Orchestra, Arvo Volmer (direttore)                                   | Lavoro orchestrale dell'anno                                   | Candidato/a     |
| 2007 | Australian Composers' School – Tasmanian Symphony Orchestra                                                             | Eccezionale contributo alla musica australiana nell'istruzione | Candidato/a     |
| 2008 | Cantilena Pacifica (Richard Meale) – Tasmanian Symphony Orchestra, Erica Kennedy (violin), Richard Mills (direttore)    | Lavoro orchestrale dell'anno                                   | Candidato/a     |
| 2009 | Tivoli Dances (Graeme Koehne) – Tasmanian Symphony Orchestra, Richard Mills (direttore)                                 | Lavoro orchestrale dell'anno                                   | Vincitore/trice |
| 2009 | Palm Court Suite (Graeme Koehne) – Tasmanian Symphony Orchestra, Richard Mills (direttore)                              | Lavoro orchestrale dell'anno                                   | Candidato/a     |
| 2009 | TSO Australian Composers' School – Tasmanian Symphony Orchestra                                                         | Eccezionale contributo alla musica australiana nell'istruzione | Candidato/a     |